# Diploceraspis
A Diploceraspis a fosszilis Nectridea rendjébe, ezen belül a Keraterpetontidae családjába tartozó nem.

## Tudnivalók
A Diploceraspis egy Lepospondyli kétéltűszerű volt. Ohio állam területén élt, a perm korban, körülbelül 299–270 millió évvel ezelőtt. A Diploceraspis nagyon hasonlított a Diplocaulusra, és rokona is ennek. Alakja majdnem azonos a Diplocauluséval, de mérete feleakkora, 46 centiméter volt. Eddig egy faját, a Diploceraspis burkeit fedezték fel.